# Ruth Frey
Ruth Frey (* 1924 in Herford; † 29. Mai 2012 in Altenkirchen im Westerwald) war eine deutsche evangelikale Kindermissionarin.

## Leben
Ruth Frey unterrichtete nach dem Abitur 1942 Englisch an einer Schule und war im Büro ihres Vaters in der Buchhaltung tätig. Sie war mit zwei ihrer Schwestern als Gesangstrio in vielen Gemeinden und für das Missionswerk „Jugend für Christus“ unterwegs, für das sie in der Kinderarbeit tätig war. Danach unterrichtete sie zwei Jahre an der späteren Bibelschule Brake. Von 1951 bis 1974 war sie beim Missionswerk Neues Leben in der evangelikalen Kinder- und Jugendarbeit tätig. Danach übernahm sie dort die christliche Frauenarbeit und war bis zu ihrer Pensionierung im Jahr 1987 mit dem Schwerpunkt Seminararbeit tätig.
Durch Aktionen wie Kindersingefreizeiten baute sie die Kinder- und Jugendarbeit des Werkes auf. Sie wurde deutschlandweit bekannt als „Tante Ruth“ durch ihre Radiosendung Die fröhliche Kinderstunde, die von 1956 bis 1966 einmal wöchentlich über Radio Luxemburg ausgestrahlt wurde. Die Sendung mit Geschichten sowie Liedern war das erste deutsche christliche Radioprogramm für Kinder. Für dessen musikalische Ausgestaltung versammelte sie eine kleine Gruppe ortsansässiger singfreudiger Kinder um sich. Diese kurzerhand „Kinderchor Wetzlar“ benannte Gruppe wurde in den ersten Jahren zwar nur sporadisch von Ruth Frey sowie Organist Peter van Woerden betreut, sollte jedoch nach Aufnahme der Chorleitung durch Margret Birkenfeld im Jahr 1966 als Wetzlarer Kinderchor die christliche Kindermusik für die kommenden Jahrzehnte prägend mitgestalten. Auch sang in der Gruppe bereits die spätere Liedermacherin Hella Heizmann mit. Ruth Frey arbeitete viele Jahre beim jährlich stattfindenden Kindermissionsfest der Liebenzeller Mission mit.
1987 begründete sie die Arbeitsgemeinschaft Biblische Frauenarbeit (ABF) mit und stand dieser bis 1998 als Vorsitzende sowie bis 2004 als 2. Vorsitzende vor.
Sie veröffentlichte neben Sammlungen von Kindergeschichten auch Schallplatten und Liederhefte. Die Zeitschrift Die fröhliche Kinderstunde erschien 1961 zum ersten Mal. Als Referentin war sie im In- und Ausland auf Vortragsreisen und gehörte zur Brüdergemeinde Gütersloh.

## Werke
Kinderbücher
- Das heilende Messer, Brendow Verlag
- Treffpunkt in der Luft. Und andere Geschichten, Hänssler Verlag
- Sie kamen übers Dach. Und andere Geschichten, Hänssler
- Mutig, standhaft, kaum zu glauben: Gott schafft Unvorstellbares durch Nehemia, Brendow
- Guawa, ein Mädchen aus Thailand. Und andere Geschichten, Hänssler
- Die eiserne Schlange, Hänssler
- Der lange Zug. Und andere Geschichten, Hänssler
- Zeuge für Jesus, 1990 Ruth Frey Selbstverlag

Praxisbücher
- Arbeit unter Kindern. Eine praktische und methodische Anleitung zur Durchführung von Kindergottesdienst, Sonntagsschule und Kinderstunden im eigenen Heim, Christlicher Missions Verlag CMV, Bielefeld  1983, 8. Aufl. 2014, ISBN 978-3-932308-07-9.
- Hör mal, Tante Ruth: Antworten auf Kinderfragen, Hänssler
- Sehen, hören, denken: Hilfen zur Verdeutlichung biblischer Geschichten für Kindergottesdienst, Schule und Elternhaus Band 1–2, Brendow

Notenbücher
- Wir loben dich: Die bunte Liederreihe, Band 1–4, Hänssler
- Wir singen, Band 1–2, 1959 Hänssler
- Kinder singen von Jesus, herausgegeben mit Wolfgang Heiner

Kinderandachtsbücher
- Viele Tage hat das Jahr. 365 Andachten für Kinder. herausgegeben mit Else Diehl und Rudolf Ahrens, 1969 R. Brockhaus Verlag
- Alle Tage neue Freude. 365 Andachten für Kinder. herausgegeben mit Else Diehl und Rudolf Ahrens, 1974 R. Brockhaus / Neues Leben / Verlag des Bibellesebundes
- Gott liebt uns alle Tage. 365 Andachten für Kinder. herausgegeben mit Else Diehl und Johannes Osberghaus, 1977 R. Brockhaus / Neues Leben / Bibellesebund
- Guter Gott, wir danken dir. Andachten für Kinder, R. Brockhaus
- Gott ist die Liebe. 365 Andachten für Kinder herausgegeben  mit Else Diehl, 1999 R. Brockhaus

Zeitschrift
- Die fröhliche Kinderstunde, Neues Leben

Schallplatten
- Der rote Schlitten, LP, 1975 Gerth Medien
- Herr, dein Wort, LP, 1980 Gerth Medien
- Er ist mein Freund
- Jesus ist ein mächtiger Heiland, Single, Neues Leben Verlag
- Der lebendige Gott, Single, 1978 Neues Leben
- Wir singen mit Ruth und Lisa Frey, LP, 1974 Missio-Aktuell-Verlag
- Ruth Frey: Botschafter Gottes, Single, 1974 Missio-Aktuell-Verlag